# Бадахос
Бада̀хос (на испански: Badajoz) е град в Испания, в автономния регион Естремадура. Населението на града е 150 543 жители (януари 2017 г.), и е най-големият град в автономния регион.
Градът е разположен на левия бряг на река Гуадиана, близо до границата с Португалия. Той е важен транспортен възел, на жп линията Мадрид-Лисабон и на важни шосейни артерии между двете държави.
Още от средновековието, Бадахос е важна гранична крепост, първо на едноименното независимо мавърско емирство, а след това и на Испания. Дори катедралата на града наподобява крепост с дебели стани. През 1812 г., по време на Испанската война за независимост (1808 – 1814), там става тежко сражение между съюзните испански и английски войски, и французите.
В Бадахос са развити хранително-вкусова и циментова промишленост.

## Известни личности
Родени в Бадахос
- Луис Алкориса (1918 – 1992), режисьор
- Педро де Алварадо (1495 – 1541), конкистадор
- Гонсало де Бадахос (XVI век), конкистадор
- Педро де Валдивия (1500 – 1553), конкистадор
- Луис де Москосо (1505 – 1551), конкистадор
- Фернандо Пачеко (р. 1992), футболист

Починали в Бадахос
- Анна Хабсбург-Австрийска (1549 – 1598), кралица